# 李方叔 (刘宋)
李方叔（？—？），梁国蒙县（今河南省商丘市）人，刘宋官员。

## 生平
李方叔于宋文帝时期在刘宋担任济阴郡太守，他的女儿出生时，有异于常人的情况，李方叔经常说这个女儿应当会地位很高。李方叔的女儿后被北魏追尊为文成元恭皇后。李方叔也被追赠仪同三司、顿丘王，谥号献。

## 家族
李方叔在北魏皇兴年间（467年—471年）被追封顿丘王，他有子八人，五人封王，二人封公，一人封侯。其家族被称为顿丘李氏，亦称五王李。
1. 李峻，字珍之，袭顿丘王，谥号宣
2. 李诞，封陈留王
3. 李嶷
4. 李雅
5. 李白
6. 李永